# Стів Готас
Стів Готас (англ. Steve Gotaas, нар. 10 травня 1967, Камрось) — колишній канадський хокеїст, що грав на позиції центрального нападника.

## Ігрова кар'єра
Хокейну кар'єру розпочав 1983 року в ЗХЛ.
1985 року був обраний на драфті НХЛ під 86-м загальним номером командою «Піттсбург Пінгвінс». 
Протягом професійної клубної ігрової кар'єри, що тривала 12 років, захищав кольори команд «Міннесота Норт-Старс», «Піттсбург Пінгвінс», «Клагенфурт» та «Дюссельдорф ЕГ».
Загалом провів 52 матчі в НХЛ, включаючи 3 гри плей-оф Кубка Стенлі.

## Статистика
| Сезон        | Клуб                    | Ліга         | Регулярний сезон | Регулярний сезон | Регулярний сезон | Регулярний сезон | Регулярний сезон | Плей-оф | Плей-оф | Плей-оф | Плей-оф | Плей-оф |
| Сезон        | Клуб                    | Ліга         | І                | Г                | П                | О                | ШХ               | І       | Г       | П       | О       | ШХ      |
| ------------ | ----------------------- | ------------ | ---------------- | ---------------- | ---------------- | ---------------- | ---------------- | ------- | ------- | ------- | ------- | ------- |
| 1983–84      | «Принс-Альберт Рейдерс» | ЗХЛ          | 65               | 10               | 22               | 32               | 47               | 5       | 0       | 1       | 1       | 0       |
| 1984–85      | «Принс-Альберт Рейдерс» | ЗХЛ          | 72               | 32               | 41               | 73               | 66               | 13      | 3       | 6       | 9       | 17      |
| 1985–86      | «Принс-Альберт Рейдерс» | ЗХЛ          | 61               | 40               | 61               | 101              | 31               | 20      | 8       | 14      | 22      | 8       |
| 1986–87      | «Принс-Альберт Рейдерс» | ЗХЛ          | 68               | 53               | 55               | 108              | 94               | 8       | 5       | 6       | 11      | 16      |
| 1987–88      | «Піттсбург Пінгвінс»    | НХЛ          | 36               | 5                | 6                | 11               | 45               | —       | —       | —       | —       | —       |
| 1987–88      | «Маскігон Ламберджекс»  | ІХЛ          | 34               | 16               | 22               | 38               | 4                | —       | —       | —       | —       | —       |
| 1988–89      | «Каламазу Вінгс»        | ІХЛ          | 30               | 24               | 22               | 46               | 12               | 5       | 2       | 3       | 5       | 2       |
| 1988–89      | «Міннесота Норт-Старс»  | НХЛ          | 12               | 1                | 3                | 4                | 6                | 3       | 0       | 1       | 1       | 5       |
| 1988–89      | «Маскігон Ламберджекс»  | ІХЛ          | 19               | 9                | 16               | 25               | 34               | —       | —       | —       | —       | —       |
| 1989–90      | «Каламазу Вінгс»        | ІХЛ          | 1                | 1                | 0                | 1                | 0                | 2       | 0       | 0       | 0       | 2       |
| 1990–91      | «Каламазу Вінгс»        | ІХЛ          | 78               | 30               | 49               | 79               | 88               | 7       | 3       | 5       | 8       | 4       |
| 1990–91      | «Міннесота Норт-Старс»  | НХЛ          | 1                | 0                | 0                | 0                | 2                | —       | —       | —       | —       | —       |
| 1991–92      | «Каламазу Вінгс»        | ІХЛ          | 72               | 34               | 29               | 63               | 115              | 12      | 4       | 10      | 14      | 20      |
| 1992–93      | «Клагенфурт»            | Австрія      | 11               | 3                | 4                | 7                | 0                | —       | —       | —       | —       | —       |
| 1992–93      | «Дюссельдорф ЕГ»        | Бундесліга   | 30               | 4                | 16               | 20               | 20               | —       | —       | —       | —       | —       |
| 1993–94      | «Лас-Вегас Тандер»      | ІХЛ          | 39               | 4                | 13               | 17               | 43               | 4       | 0       | 0       | 0       | 20      |
| Усього в НХЛ | Усього в НХЛ            | Усього в НХЛ | 49               | 6                | 9                | 15               | 53               | 3       | 0       | 1       | 1       | 5       |